# 셈러시
셈러시 홀딩스(영어: Semrush Holdings, Inc.)는 셈러시(Semrush)라는 SaaS 플랫폼을 보유한 미국의 상장 기업이다. 이 플랫폼은 키워드 조사, 경쟁 분석, 사이트 감사, 백링크 추적 및 포괄적인 온라인 가시성 통찰력에 사용된다. 키워드 조사 도구는 각 키워드에 대한 다양한 데이터 포인트를 제공한다. 이 플랫폼은 또한 구글 및 빙 검색 엔진에서 수집한 온라인 키워드에 대한 정보를 수집한다. 이 플랫폼은 올레그 셰골레프와 드미트리 멜니코프가 설립한 보스턴에 본사를 둔 회사 셈러시(Semrush Inc)에서 출시했다.
2022년 기준 이 회사는 1,000명 이상의 직원을 보유하고 있으며 바르셀로나, 베오그라드, 베를린, 예레반, 리마솔, 프라하, 바르샤바, 암스테르담, 오스틴, 보스턴, 댈러스, 필라델피아, 트레보스에 사무실을 두고 있다. 2021년 3월에 상장되었으며 NYSE: SEMR에서 거래된다.